# Franz Suchomel
Franz Josef Suchomel, född 3 december 1907 i Český Krumlov, Böhmen, död 18 december 1979 i Altötting, var en tysk SS-Unterscharführer. Han var delaktig i Aktion T4 och Operation Reinhard. För sina brott mot mänskligheten i förintelselägret Treblinka dömdes Suchomel vid Treblinkarättegången 1964–1965 till sex års fängelse.

## Biografi
Efter sin skoltid lärde sig Suchomel skräddaryrket och arbetade sedan i sin fars skrädderi. Han tog över familjeföretaget 1936. Två år senare tog han värvning i den tjeckiska armén. Samma år, 1938, anslöt sig Suchomel till Sudetendeutsche Partei (SdP), och efter införlivandet av Sudetenland i Tredje riket gick han med i Nationalsozialistisches Kraftfahrkorps (NSKK), en paramilitär organisation inom Nationalsocialistiska tyska arbetarepartiet (NSDAP). Efter andra världskrigets utbrott den 1 september 1939 var Suchomel soldat i Wehrmacht och deltog följande år i slaget om Frankrike.

## Förintelsen

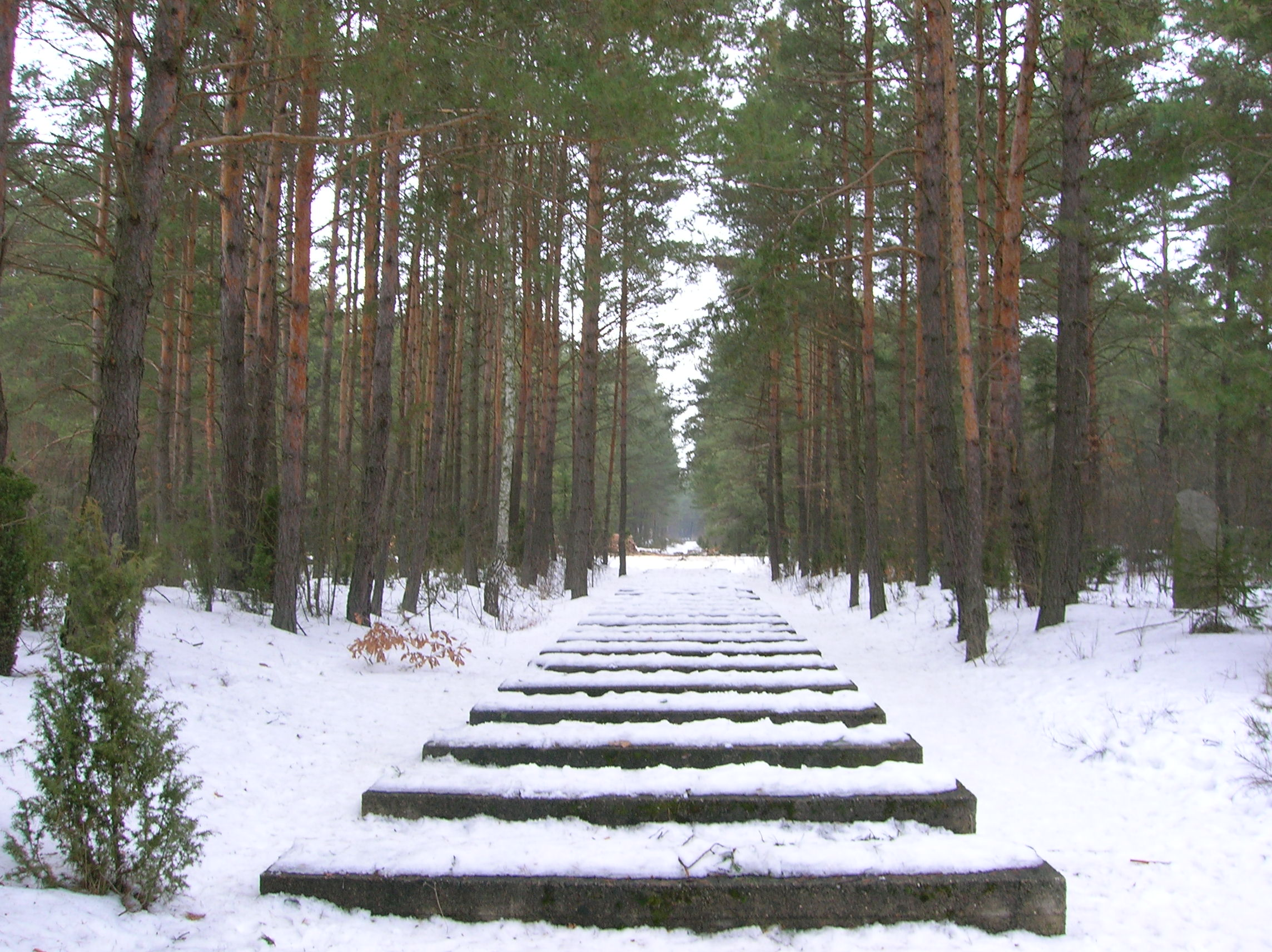
Resterna av järnvägsspåret i Treblinka.

I september 1939 inleddes officiellt Nazitysklands så kallade eutanasiprogram Aktion T4, inom vilket psykiskt och fysiskt funktionshindrade personer mördades. Från mars 1941 tjänstgjorde Suchomel som fotograf vid T4:s huvudkontor i Berlin. På eutanasianstalten (NS-Tötungsanstalt) i Hadamar tog han fotografier av offren, innan de mördades. Tillsammans med bland andra Josef Hirtreiter, Alfred Löffler och Heinrich Matthes kommenderades Suchomel till förintelselägret Treblinka, där han tjänstgjorde från den 20 augusti 1942 till oktober 1943. Till en början övervakade han inkommande tågtransporter samt konfiskeringen av judars värdesaker. Senare hade han ansvaret för att de kvinnliga offren fördes till gaskamrarna, ovetande om vad som väntade dem.
I augusti 1943 gjorde fångarna i Treblinka uppror. De kom över ett antal mindre handeldvapen och brände ner flera byggnader. I tumultet dödades flera vakter, men ännu fler interner sköts ihjäl. Av ungefär 1 500 fångar kunde cirka 600 fly, men endast ett 40-tal av dessa överlevde. Kort efter detta uppror förflyttades Suchomel till Sobibór, där han endast befann sig i en månad. Därefter kommenderades han, tillsammans med majoriteten av dem som hade deltagit i Operation Reinhard, till Trieste i norra Italien, där han inom ramen för Sonderabteilung Einsatz R administrerade deportationen av italienska judar samt deltog i bekämpandet partisaner. I april 1945 greps Suchomel av amerikanska styrkor och hölls som krigsfånge till augusti samma år.

## Rättegång
Från 1949 var Suchomel verksam som skräddare i Altötting. Han arresterades i juli 1963 och ställdes inför rätta vid Treblinkarättegången 1964–1965. Suchomel dömdes av Landgericht Düsseldorf till sex års fängelse för medhjälp till mord på 300 000 människor i förintelselägret Treblinka. Han frisläpptes 1969.
År 1985 hade den franske regissören Claude Lanzmanns dokumentärfilm Shoah premiär. I hemlighet hade regissören intervjuat Suchomel om förhållandena i Treblinka.